# Shangrilana
Shangrilana là một chi bướm đêm thuộc họ Geometridae.